# Margall bord
El margall, margall bord o cua de rata (Hordeum murinum) és una espècie de planta herbàcia. És una herba de la família gramínies, molt comuna a les vores de camins, parenta de l'ordi. Té molts noms populars: espigadella, espigatrencat, pèl de ca, pèl de rata, blat de formiga, blat de sant joan, civadeta borda, cua d'euga, ordi bord, ordi salvatge, rompsac, trauca-sacs.

## Descripció
Damunt una tija de fins a 60 centímetres d'alçària, té una sola espiga cilíndrica buida i trencadissa d'uns deu a dotze centímetres de longitud, constituïda d'espícules arestades. Les arestes es fixen fàcilment a la pell d'animals o a la roba i faciliten així la dispersió de les granes a llargues distàncies. Floreix a la primavera. Les fulles del margall bord són llargues i planes, de 2 a 8 mm d'amplada, toves i pubescents.

## Hàbitat
En llocs secs i vores de camins prop d'assentaments humans en murs i prop de les cases.

## Distribució
Pluriregional

## Subespècies
- H.murinum var. glaucum
- H.murinum var. leporinum
- H.murinum var. montanum
- H.murinum var. murinum
- H.murinum var. stariurum

## Sinònims
- Triticum murale Salisb., Prodr. Stirp. Chap. Allerton 27 (1796)
- Hordeum murinum var. genuinum Gilib., Fl. Fr. 3: (1856)
- Critesion murinum (L.) Á.Löve var. murinum, Taxon 29: 350 (1980)
- Critesion murinum var. leporinum (Link) Á.Löve
- Zeocriton murinum (L.) P.Beauv., Ess. Agrostogr. 115, 182 (1812)
- Hordeum vaginatum K.Koch, Linnaea 21: 433 (1848)
- Hordeum ciliatum Gilib., Excerc. Phyt. 2: 520 (1792) fide Covas, Madroño 10: 20 (1949)